# Paul Pallary
Paul Maurice Pallary (Mers-el-Kébir, Algèria, 9 de març de 1869-Orà, 9 de gener de 1942) va ser un professor, malacòleg, zoòleg (especialitzat en aracnologia), geòleg, prehistoriador i arqueòleg francès.
Paul Pallary inicià la seva carrera docent com a mestre d'escola a Orà. Fou arran de diverses excursions escolars a l'Orania que començà a col·leccionar els gastròpodes i les closques de mol·luscs. A poc a poc s'apassionà per la recerca i la classificació de les seves troballes zoològiques i després prehistòriques.
El 1892, amb el naturalista i prehistoriador François Doumergue, va descobrir diversos jaciments paleolítics i neolítics situats a la regió de l'Orania.